# Communauté de communes de Taissy
La communauté de communes de Taissy (CCT) est une ancienne communauté de communes française, située dans le département de la Marne et la région Champagne-Ardenne. Le 1er janvier 2013, elle est absorbée par Reims Métropole.
Elle a disparu le 31 décembre 2012, par sa fusion avec la Communauté d'agglomération de Reims Métropole.

## Historique
Le district de Taissy a été créé par arrêté du sous-préfet de Reims du 16 décembre 1991 et regroupait les six communes de Champfleury, Puisieulx, Saint-Léonard, Taissy, Trois-Puits et Villers-aux-Nœuds, à l'initiative des maires de Taissy, Gérard Leclère et de Champfleury, Gérard Poix, soucieux de l'influence croissante de Reims au détriment des communes rurales. Le district avait reçu les compétences suivantes :
- le service du logement ;
- le service de lutte contre l'incendie ;
- l'éclairage public ;
- l'aménagement du territoire (schémas directeurs et de secteurs, développement économique et zones d'activité)
- l'action foncière par la délégation du droit de préemption urbain ;

auxquelles se sont adjointes, en 1993, les dépenses relatives au collège et le ramassage des ordures ménagères, puis, en 1998, l'élimination des déchets ménagers et assimilés
,.
Le district a été transformé en communauté de communes par arrêté préfectoral du 24 janvier 2001, à laquelle Prunay a adhéré en 2007.
Conformément aux prévisions du schéma départemental de coopération intercommunale (SDCI) de la Marne du 15 décembre 2011, la communauté a fusionné avec l'ancienne Communauté d'agglomération Reims Métropole pour former le 1er janvier 2013 la nouvelle communauté d'agglomération de Reims Métropole à laquelle se sont jointes les communes de Champigny, Sillery et Cernay-lès-Reims

## Territoire communautaire

### Géographie
L'intercommunalité était située au sud de l'agglomération rémoise.

### Composition
L'intercommunalité était composée de 7 communes, dont la principale est Taissy :
- Champfleury
- Prunay
- Puisieulx
- Saint-Léonard
- Taissy
- Trois-Puits
- Villers-aux-Nœuds

## Fonctionnement

### Siège
Le siège de la communauté se trouvait à Taissy, 2 rue Sillery.

### Élus
La communauté de communes était administrée par un conseil communautaire constitué de représentants de chaque commune, élus en leur sein par les conseils municipaux.

### Liste des présidents
| Période                                  | Période       | Identité    | Étiquette | Qualité                            |
| ---------------------------------------- | ------------- | ----------- | --------- | ---------------------------------- |
| Les données manquantes sont à compléter. |               |             |           |                                    |
| 1991                                     | décembre 2012 | Gérard Poix |           | Maire de Champfleury (2001 → 2008) |

### Compétences
L'intercommunalité exerçait les compétences qui lui avaient été transférées par les communes membres, conformément aux dispositions légales.
Aux termes de ses statuts, il s'agissait notamment :
Aménagement de l'espace communautaire
- Schéma de cohérence territoriale ;
- Schéma de secteur ;
- Aménagement rural ;
- Zones d'aménagement concerté d'intérêt communautaire ;

Développement économique
- Zones d'activité ;
- Actions de développement économiques ;

Logement
- Politique du logement social d'intérêt communautaire
- Actions en faveur du logement des personnes défavorisées.

Ordures ménagères
- Collecte, élimination et valorisation des déchets ménagers et assimilés ;

Autres compétences
- Dépenses afférentes au collège ;
- Service de lutte contre l'incendie ;
- Éclairage public ;
- Assainissement[2].

### Régime fiscal et budget
L'intercommunalité a opté depuis le 1er janvier 2002 pour la taxe professionnelle unique, devenue fiscalité professionnelle unique, qui assure une péréquation de la richesse fiscale produite par les entreprises sur l'ensemble du territoire. Ce choix a également permis à la petite intercommunalité de bénéficier d'une dotation globale de fonctionnement.

### Organismes de rattachement
En 2004, l'intercommunalité était membre de :
- Syndicat mixte intercommunal de la vallée de la Vesle (SIVAVE) créé le 19 février 1962 - Adhérents : Prunay, Sillery, Val-de-Vesle, District de Reims, District de Taissy : adhésion par délibération du 23 septembre 1997 ;
- SIEPRUR : syndicat intercommunal d'études et de programmation de la région de Reims créé le 26 avril 1988 - Adhérents 127 communes de la Marne et 2 EPCI ;
- Syndicat mixte scolaire du collège de Rilly-la-Montagne créé le 30 avril 1993 - Adhérents Chigny-les-Roses, Ludes, Mailly-Champagne, Rilly-la-Montagne, Ville-en-Selve, Villers-Allerand, District de Taissy ;
- Syndicat mixte départemental pour le traitement des déchets créé le 18 janvier 1999 - Adhérents : 50 communes de la Marne et 36 EPCI, transformé en SIVALOM (syndicat de valorisation des ordures ménagères) par arrêté préfectoral en 2003
- Syndicat intercommunal d'électricité de la Marne créé le 24 décembre 1948 - adhérents 241 communes de la Marne ;
- Syndicat d'application du contrat rural de la Vesle-amont adhésion par délibération du 18 juin 2002, alors en cours de création[2].